# Troviscal (Sertã)
Troviscal ist eine Gemeinde (Freguesia) im portugiesischen Kreis Sertã. In ihr leben 693 Einwohner (Stand 19. April 2021).